# Greatest Hits Vol. 1 (album av Elisabeth Andreassen)
Greatest Hits Vol. 1 utkom 1983 och är ett samlingsalbum av den norska sångerskan Elisabeth Andreassen (då Andreasson).

## Spår
1. Han pendlar varje dag (Morning Train) (Florrie Palmer)
2. Killen ner' på Konsum svär att han är Elvis (There's a Guy Works Down the Chip Shop Swears He's Elvis) (Kirsty MacColl, Phillip Rambow)
3. Vad har du gjort med mej (Heartbreaker)
4. Jealousy (Chips)
5. Hallå du härliga söndag
6. Take Me Away
7. Dreamer
8. Get Him out of Your Mind (Chips)
9. I'm the Singer, You're the Song (duett med Mats Rådberg)
10. Lipstick on Your Collar (George Goehring, Edna Lewis)
11. Du får mej i blom (With You I'm Born Again)
12. I Believe in You (Chips)

### Fotnoter
1. ↑  Elisabeth Andreassen fansite - Samlingar